# Fédération internationale des églises évangéliques libres
La Fédération internationale des églises évangéliques libres  (en anglais,  International Federation of Free Evangelical Churches (IFFEC)) est une association chrétienne évangélique internationale d'églises non confessionnelles. Son siège est à Witten, en Allemagne.

## Histoire
L'histoire de la fédération a des racines dans le mouvement piétiste européen du XIXe siècle .  Elle est fondée en 1948 à Berne en Suisse par des unions d’églises évangéliques libres de divers pays.  En 1960, 
l'Evangelical Free Church of America rejoint la fédération.

## Statistiques
Selon un recensement de la fédération, elle aurait en 2023, 31 associations nationales membres, 700,000 membres dans 33 pays .

## Croyances
La Fédération a une confession de foi évangélique basée sur les croyances de l’Église de professants .

## Liens
Site officiel